# Temnostethus ulmi
Temnostethus ulmi – gatunek pluskwiaka z podrzędu różnoskrzydłych i rodziny dziubałkowatych.
Gatunek ten opisany został po raz pierwszy w 1977 roku przez J. Jełowa i I. Kierżnera. Jako miejsce typowe wskazano Ongon-Els w ajmaku suchebatorskim w Mongolii.
Pluskwiak osiągający od 2,1 do 2,7 mm długości ciała. Występuje u niego polimorfizm skrzydłowy, przy czym zdecydowanie dominują formy krótkoskrzydłe. Głowa ma czułki zbudowane z czterech podobnych szerokością i owłosieniem członów. Długość szczecinek na członach trzecim i czwartym jest mniejsza niż dwukrotność średnicy tych członów. Trójczłonowa, zakrzywiona kłujka w spoczynku sięga ku tyłowi co najwyżej nieco za biodra tylnej pary. Przedplecze jest trapezowate z dobrze wykształconą obrączką apikalną wystającą przed jego przednie kąty. Krawędzie boczne przedplecza są między obrączką a przednim płatem wcięte. Kształt tarczki jest trójkątny. Wszystkie pary odnóży mają ciemnobrązowe golenie i trójczłonowe stopy. Zatułów ma krawędź tylną ściętą lub lekko zaokrągloną. Odnóża tylnej pary mają szeroko rozstawione biodra. Kanaliki wyporowadzające gruczołów zapachowych zatułowia są proste.
Owad ten bytuje na korze wiązów.
Gatunek palearktyczny, endemiczny dla Mongolii.